# Løndal
Løndal er et skovgods oprettet i 1839 af den energiske landmand Frederik Møller som også ejede Ansø Mølle og Additskov Teglværk; navnet Løndal er fra 1870. Gården ligger i Sønder Vissing Sogn i Horsens Kommune. Hovedbygningen er opført i 1911-1914 ved Gotfred Tvede og udsmykket i det indre af kunsthåndværkeren Gudrun Trier. Parken er anlagt af havearkitekten Erik Erstad-Jørgensen.
Løndal er ikke en herregård, men en stor skovbrugsejendom/landsted, da den aldrig har haft hovedgårdsstatus eller nydt privilegier.
I 1996 blev hovedbygning og 91 ha skov udstykket og frasolgt til Vibeke Riemer og Lars Kolinds selskab Løndal Østerskov A/S, der siden har tilkøbt 418 ha skov, hovedbygning, avlsgård mv. fra Addithus. De nye ejere købte samtidig retten til navnet Løndal og Løndal Gods. Den tilbageblevne del af Løndal Skov drives af Christian Bruun under navnet Løndal Skovbrug I/S. Løndal fik i 2008 installeret et klokkespil med 18 klokker støbt i London af Whitechapel Foundries.

## Ejere af Løndal
- (1839-1850) Frederik Møller
- (1850-1854) Enke Fru Møller
- (1854-1866) August Theodor Schütte
- (1866-1887) Carl Johan Wohnsen
- (1887) forvalter Rasmussen
- (1887-1898) Frederik Poul Valdemar Lorenzen
- (1898-1925) Vilhelm Carl Jørgensen
- (1925-1936) Anna Georgsdatter Plenge gift Jørgensen
- (1936-1938) Rigmor Vilhelmsdatter Jørgensen gift Bruun
- (1938-1993) Anna Ida Emilsdatter Bruun / Palle Christian Emilsen Bruun/ Monica Conradine Bruun
- (1993-1996) Peter U. Bruun / Christian Bruun / Carl Frederik Bruun
- (1996-) Christian Bruun (Løndal Skov)
- (1996-2016) Lars Kolind / Vibeke Riemer (hovedbygningen og Løndal Østerskov)
- (2016-2017) N. Foss og Co. A/S
- (2017-) Mette og Bjarke Færch